# Santa Maria presso San Celso

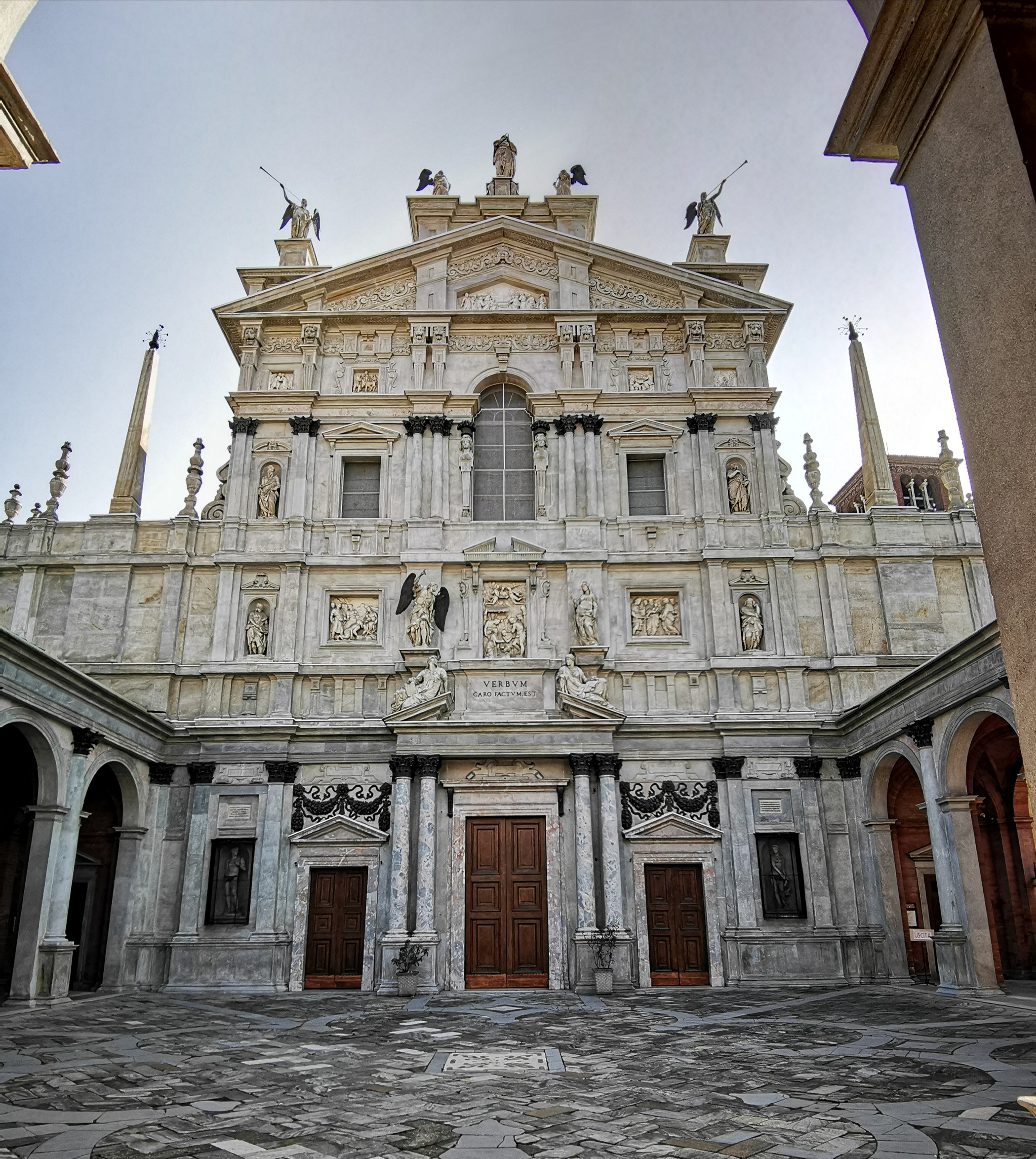
Santa Maria presso San Celso, Fassade

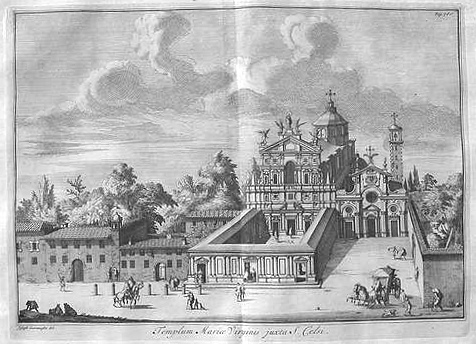
Ansicht der Kirche im Jahr 1704

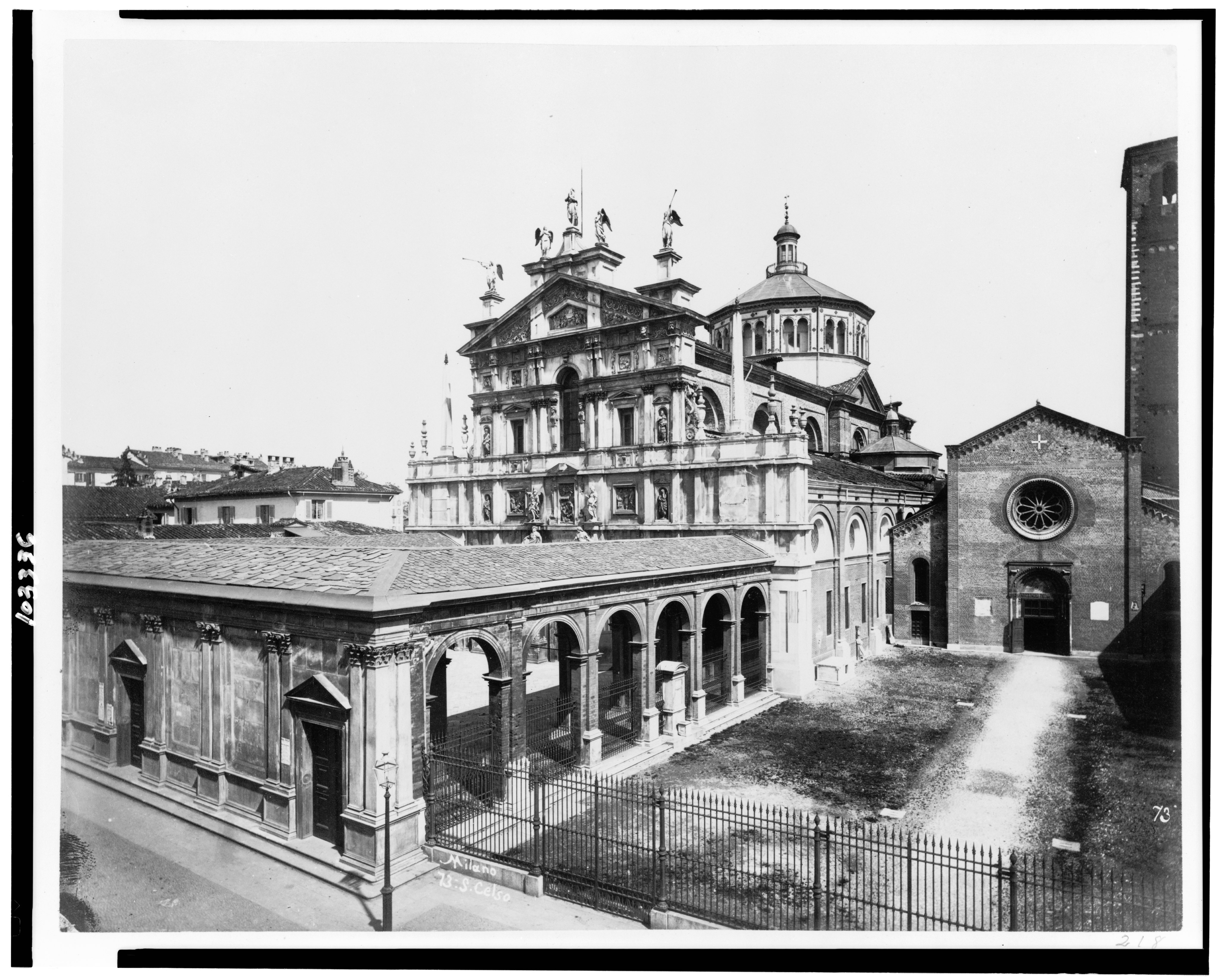
Der Quadriportico von außen, rechts die Kirche San Celso, 1860

Überblick über den Quadriportico

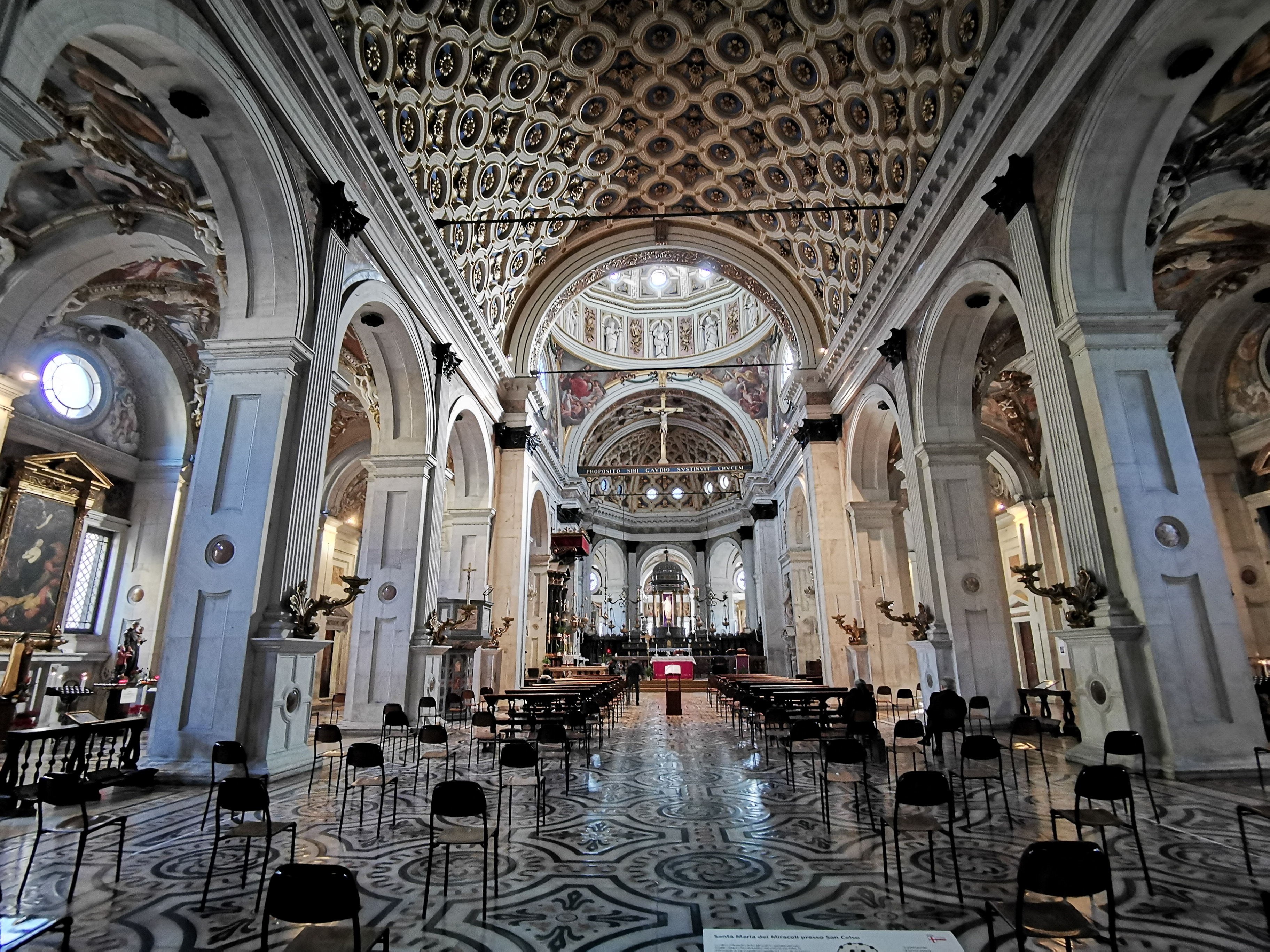
Innenansicht

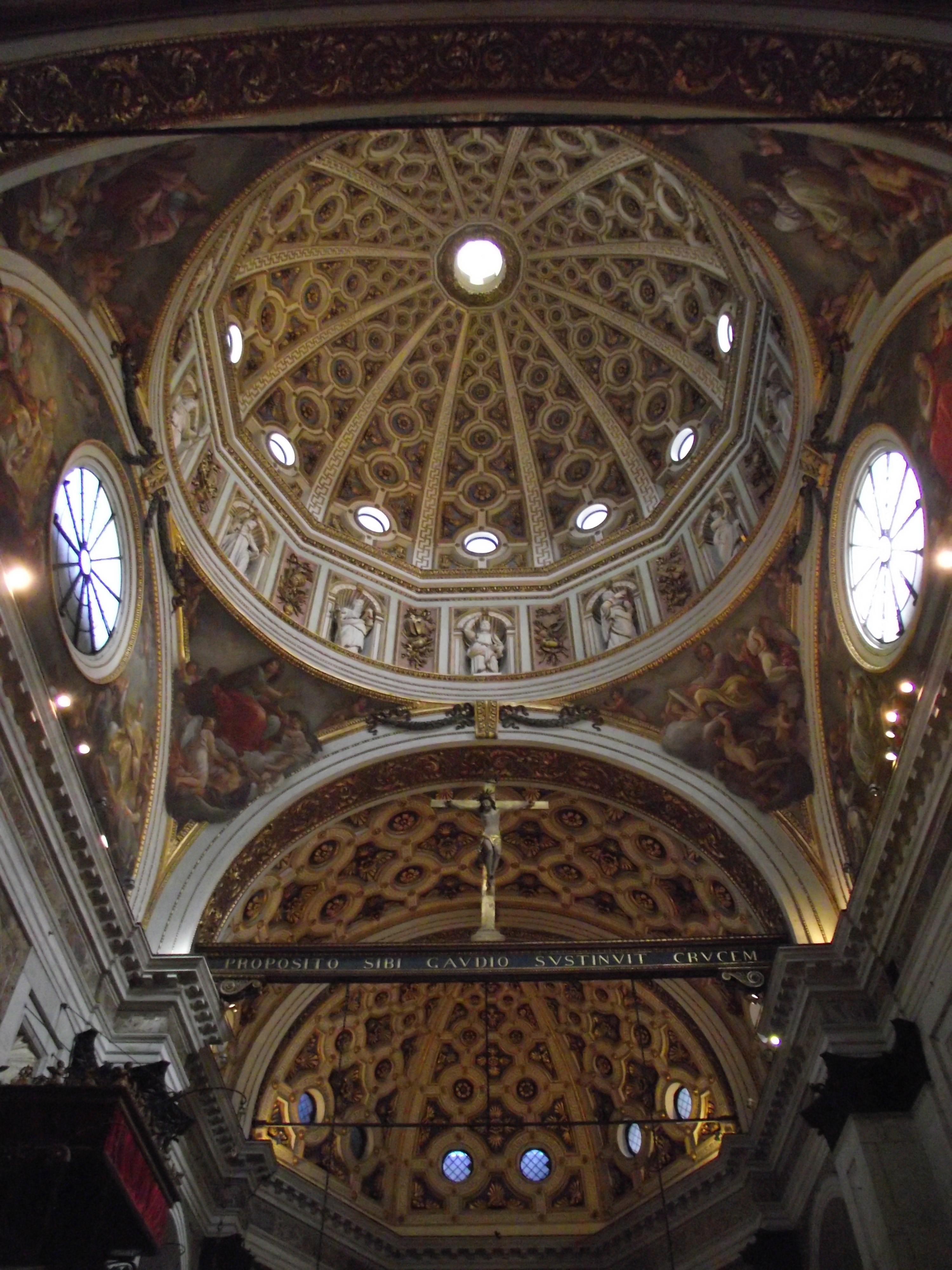
Das Gewölbe und die Kuppel des Presbyteriums

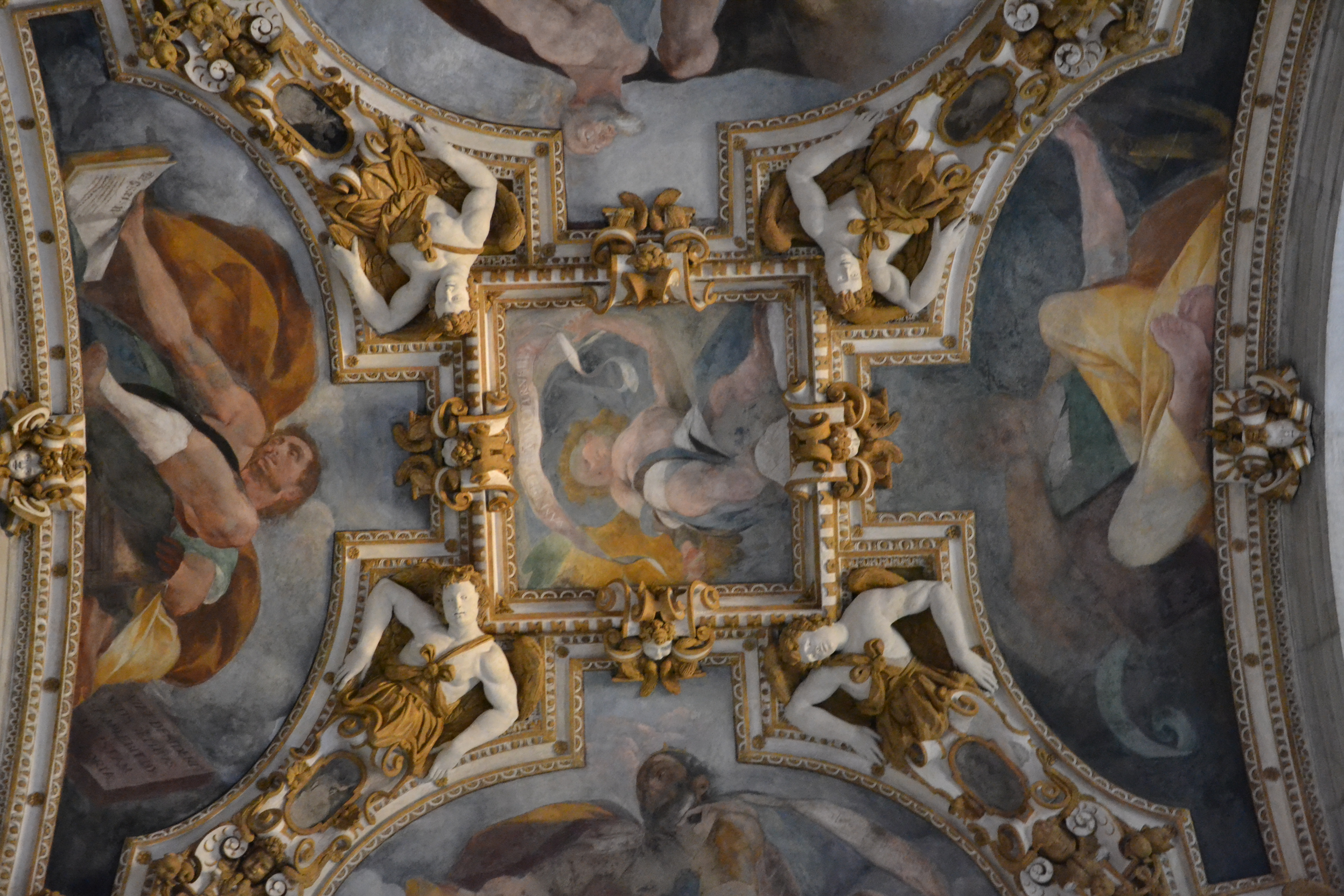
Die Fresken in den Gewölben von Giovan Battista Crespi, genannt Cerano

Santa Maria presso San Celso, auch Santa Maria dei Miracoli presso San Celso, ist eine Kirche in der Altstadt von Mailand, die seit dem 15. Jahrhundert besteht und direkt neben der romanischen Kirche San Celso liegt. Santa Maria presso San Celso stellt ein bemerkenswertes Beispiel der Renaissance-Architektur in Mailand dar; ihre Fassade ist ein Meisterwerk des italienischen Manierismus. 1950 wurde sie zur Basilica minor erhoben.

## Beschreibung
Der Bau wurde von den Architekten Giovanni Giacomo Dolcebono und Giovanni Battaggio im Jahr 1493, während der Hoch-Renaissance, begonnen, um eine wundertätige Madonnenikone zu beherbergen. Er war vielleicht zunächst als Zentralbau geplant, wurde aber im Zuge der raschen Fortführung der Arbeiten mit einem Kirchenschiff und einem Atrium mit Säulengang vor der Fassade ausgestattet. Das Gebäude war eine der ersten vollständigen Renaissance-Architekturen in Mailand.
Der erste Teil, der gebaut wurde, war die achteckige Kuppel, die außen von einem Tiburio mit einer gewölbten Loggia bedeckt war und mit zwölf Terrakottastatuen von Agostino Fonduli geschmückt war. Im Jahr 1494 wurde Giovanni Antonio Amadeo gebeten, ein Modell zu liefern. 1498 wurde er beauftragt, Säulen und Kapitelle für das Tiburio zu beschaffen. Im Jahr 1506 wurde, ebenfalls von Amadeo, ein Längsbau mit einem Kirchenschiff hinzugefügt, das von einem monumentalen Tonnengewölbe mit Kassettendecke bedeckt war. Neben den Seitenkapellen wurde dem Presbyterium auch ein polygonaler Presbyterium-Chor mit Chorumgang nach dem Vorbild des Mailänder Doms angefügt.
Zu Beginn des 16. Jahrhunderts wurde nach einem 1505 von Cristoforo Solari gewonnenen Wettbewerb der klassische Quadriportico hinzugefügt, der auf drei Seiten aus einer Reihe von Lisenen korinthische Ordnung besteht, die Bögen einrahmt und von einem Gebälk überragt wird, nach einem von der römischen Architektur abgeleiteten, für die damalige Zeit sehr innovativen Modell. Die der Straße zugewandte Außenfassade des Portikus wurde nach verschiedenen Angaben Cesare Cesariano oder Cristoforo Lombardo (il Lombardino) oder Solari selbst zugeschrieben.

### Die Fassade
Der erste, nicht realisierte Entwurf der Fassade von Vincenzo Seregni wurde von Galeazzo Alessi übernommen, der das Projekt im Stil der manieristischen Architektur der imposanten und verzierten Fassade komponierte. Sie wurde ab 1572 von Martino Bassi in Carrara-Marmor ausgeführt. Die Statuen für die mittleren Nischen und die über dem Portal stammen von Stoldo Lorenzi; die über dem Portal, die in den Seitennischen und die auf dem Giebel des  Tympanons wurden von Annibale Fontana ausgeführt, ebenso wie die Flachreliefs mit Evangeliengeschichten.

### Innenausstattung
Die malerische Innenausstattung wurde in zwei verschiedenen Phasen ausgeführt. Die erste, nach 1535, spiegelt die venezianischen und manieristischen Vorlieben wider, die während der spanischen Herrschaft Herrschaft eingeführt wurden, während die nächste die Tendenzen der Gegenreformation zeigt, die seit 1565 von Karl Borromäus zum Ausdruck eingeführt wurden. Der erste Moment zeugt von einer Zeit des Übergangs, sowohl in politischer als auch in künstlerischer Hinsicht: Mit dem Tod des letzten Mitglieds der Sforza-Familie, Francesco II. (1535), wurde das Herzogtum Mailand Teil der spanischen Besitzungen von Karl V. (HRR), während aus malerischer Sicht der Tod von Bramantino (1530) und Bernardino Luini (1532) die Erschöpfung der vorangegangenen Malerei deutlich macht.
Die von den neuen Machthabern ausgeübte Hegemonie, einschließlich der kulturellen Hegemonie, zwang die Stadt, sich dem Geschmack der venezianischen und manieristischen Malerei zu öffnen. Die Kirche, die durch ein herzogliches Dekret von 1491 eine große Autonomie in Bezug auf den Klerus genoss und von einem Kapitel aus achtzehn Adligen geleitet wurde, wurde zu einem der zentralen Orte für die neuen Tendenzen und für die Beziehungen zwischen den spanischen Herrschern und der lokalen Aristokratie, wie die Besuche von Karl V. (1541) und Philippe II. (1548) während ihrer triumphalen Aufenthalte in Mailand zeigen. Es ist daher nicht verwunderlich, dass der Chorgang, der um das Presbyterium herumführt, mit einer Reihe von Gemälden bedeutender Künstler geschmückt wurde, darunter Gaudenzio Ferrari, der Die Taufe Christi (1540–1541) mit Hilfe von Giovan Battista della Cerva malte, der Brescianer Moretto mit seiner Bekehrung des heiligen Paulus (1540–1545) und Callisto Piazza, Autor des Heiligen Hieronymus (1542–1544).
Außerdem gibt es zahlreiche Fresken und Altarbilder lombardischer Künstler aus der Renaissance und dem Barock: Giovanni Battista Crespi genannt il Cerano, Camillo und Giulio Cesare Procaccini, Carlo Francesco Nuvolone, Antonio Campi, Bergognone, Callisto Piazza. Besonders hervorzuheben sind Giovan Battista della Cerva und am Altar des rechten Querschiffs ein schönes Altarbild von Paris Bordone. Der Chor ist mit einem von verschiedenen Künstlern gestalteten Gestühl geschmückt; das hölzerne Rednerpult wurde von Giuseppe Meda entworfen. Im linken Querschiff befindet sich innerhalb eines von Martino Bassi entworfenen Altars eine Marmorstatue der Mariä Himmelfahrt von Annibale Fontana (1586), die später von zwei kronentragenden Engeln von Giulio Cesare Procaccini ergänzt wurde.
In einem Reliquienschrein am Eingang sind die Gewänder von Kardinal Alfredo Ildefonso Schuster und ein nach seinem Tod angefertigter Abguss seines Gesichts und seiner Hand ausgestellt, der von dem Bildhauer Don Marco Melzi vom Institut Beato Angelico in Mailand angefertigt wurde. Das alte Fresko der wundertätigen Madonna (berühmt für seine Wunder und die Erscheinung vom 30. Dezember 1485) befindet sich heute unter einem Altar links vom Presbyterium und ist nur an bestimmten Festtagen zu sehen. Im linken Seitenschiff hingegen befindet sich ein Fresko der Madonna mit Kind aus dem 14. Jahrhundert, das 1620 weinend gesehen wurde.

### Orgel
Die Pfeifenorgel wurde 1958 von der Firma Balbiani-Vegezzi Bossi erbaut und besteht aus drei Teilwerken, dem Hauptteil in einem Gehäuse des Vorgängerinstruments aus dem 19. Jahrhundert auf der Chorempore an der Westseite und die beiden anderen Teile hinter dem Chorgestühl. Das Gesamtwerk mit elektropneumatischer Traktur umfasst 27 Register. Der Spieltisch verfügt über zwei Manuale und Pedal.